# Alexios III. Angelos
Alexios III. Angelos (řecky Αλέξιος Γ' Άγγελος, latinsky Alexius III. Angelus; kolem 1153 – asi 1211), syn Andronika Duky Angela a jeho choti Euphrosiny, byl v letech 1195–1203 byzantským císařem.
V době Alexiova nástupu na trůn nebyla situace Byzance nikterak příznivá. Na Balkáně říše bojovala s proměnlivým úspěchem s Bulhary a ve střední Evropě sílila protibyzantská nálada – císař Svaté říše římské Jindřich VI. hodlal posílit své pozice ve Středomoří a cestou se zastavit v Konstantinopoli a udělat v tamějších záležitostech pořádek dle svých představ. Během příprav však Jindřich zemřel a z výpravy na několik let sešlo. S bulharskou říší byl mezitím uzavřen mír; souhra nešťastných náhod ovšem způsobila tažení vojsk tzv. papežské (čtvrté) křížové výpravy na Konstantinopol. Příchod vojsk „Latinů“ před Konstantinopol v konečném důsledku způsobil Alexiův pád. Po dalších peripetiích nakonec Alexios dožil svůj život v klášteře v Nikaii.

## Původ, před nástupem

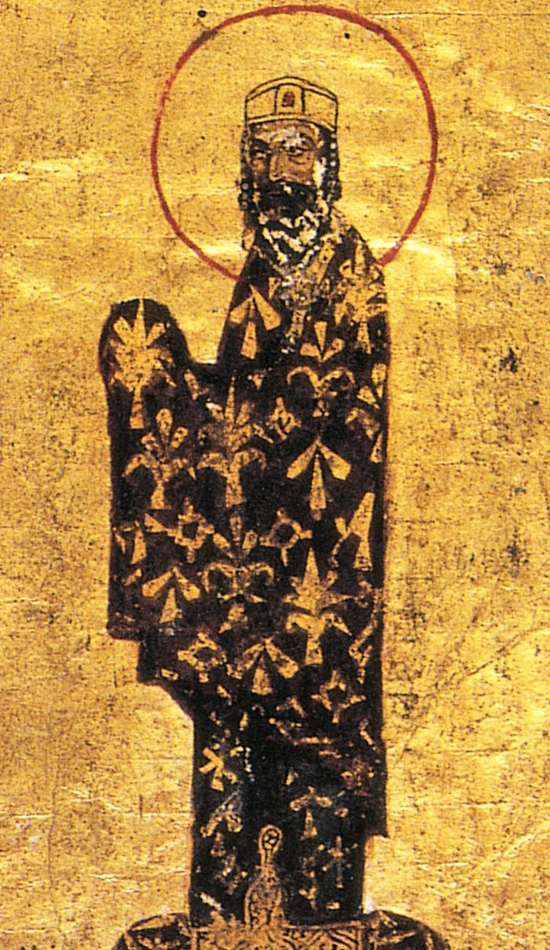
Byzantský císař Alexios I. Komnenos, předek dynastie Angelů.

Pocházel z aristokratické rodiny původem z Malé Asie, která se za vlády císaře Manuela Komnena dostala do Konstantinopole. Rodina Angelů byla s tehdy vládnoucím císařem Manuelem velmi úzce spřízněna – císařův děd Alexios I. Komnenos byl zároveň Alexiovým pradědem. Moc dynastie Angelů rapidně vzrostla roku 1185, kdy byl Alexiův bratr Izák (Isaakios) provolán císařem (jako Izák II.). Byl to však vládce velmi slabý a neschopný a jeho vláda rozhodně nebyla stabilní.

## Nástup na trůn, boje na Balkáně
Císař Izák byl po celou dobu své vlády nucen bojovat s Bulhary, které vyhlásili samostatnost. Právě když se Izák chystal na jednu z mnoha výprav, byl v dubnu 1195 Alexiem přepaden ve vojenském ležení. Alexios bratra sesadil z trůnu, oslepil, uvrhnul do vězení a sám nastoupil pod jménem Alexios III. na byzantský trůn.
V době Alexiova nástupu nebyla situace na Balkáně příliš utěšená. V Srbsku využil Alexios tradiční byzantské zbraně – diplomacie – a posílil tam díky ní svůj vliv. Již na počátku devadesátých let 12. století se Alexiova dcera Eudokia provdala za Štěpána, druhorozeného syna tehdejšího velkého srbského župana Štěpána Nemanji. Alexios prostřednictvím tohoto sňatku vyvinul na stárnoucího Nemanju tlak a v roce 1196 se Nemanja vzdal ve Štěpánův prospěch srbského trůnu. Nástup Štěpána II. Nemanjiće ještě posílil pozice byzantské říše v Srbsku.
V Bulharsku se byzantská politika (a ani vojenská moc) příliš nesetkávaly s úspěchem. Císař Alexios se tedy pokusil s bulharskými vládci Asenem a Petrem vyjednávat, ale bez úspěchu. Rozmach bulharského státu se ale nakonec podařilo byzantské diplomacii zastavit, byť nakrátko. Alexios se totiž spojil s rebelujícími bojary, kterým se nelíbily centralizační snahy carů Asena a Petra. V roce 1196 se nakonec podařilo Ivankovi, jednomu z rebelujících bojarů, zavraždit cara Asena I. Ivanko měl patrně s Alexiem dohodnuto, že byzantská armáda přijde rebelům na pomoc. Byzantští vojáci se však vzbouřili a znemožnili tak císaři Alexiovi získat nad Bulharskem kontrolu, protože navzdory vraždě cara Asena se jeho bratru Petrovi podařilo Ivanka vyhnat a obnovit centrální moc. Ivanko uprchnul k Alexiovi, který ho pověřil správou okolí Filippopole. Car Petr ale nevládl dlouho, neboť příštího roku (1197) byl také zavražděn a na bulharský trůn nastoupil nejmladší bratr Petra a Asena, rázný Kalojan. Bojar Ivanko využil moci, jež do jeho rukou vložil císař Alexios, a roku 1198 se prohlásil nezávislým na Konstantinopoli. Alexios proti Ivankovi, který se zároveň spojil s bulharským carem Kalojanem, vyslal svého synovce vojevůdce Manuela Kamytza. Ten po prvotních úspěších nakonec upadl do Ivankova zajetí, ze kterého jej vykoupil další odbojný bojar, Dobromil Chris. Odbojného Ivanka se císař Alexios zbavil poměrně jednoduše – roku 1200 ho vylákal k sobě do Konstantinopole, kde ho uvěznil. V roce 1201 začal odboj Manuela Kamytza a Dobromila Chrise proti Alexiovi; vzbouřenci obsadili část Makedonie. Téhož roku vpadla na byzantské území spojená bulharsko–kumánská vojska. Jejich vpád byl odražen opět za přispění byzantské diplomacie, která ponoukla haličského knížete Romana, aby vpadl útočníkům do zad. Navzdory vytrvalé byzantské obraně se caru Kalojanovi, který využil byzantských potíží, podařilo zabrat dosud byzantské černomořské pobřeží. Nakonec se Alexiovi podařilo odbojníky eliminovat – Kamytzes i Chris byli poraženi. Roku 1201 (či spíše 1202) byl mezi Alexiem a Kalojanem konečně uzavřen mír. V moci Byzance zůstala Thrákie a Makedonie, severní Bulharsko, Bělehradsko, Pomoraví a Braničevsko měl ve své moci Kalojan.

## Křížová výprava proti Konstantinopoli
V době Alexiova nástup na trůn – roku 1195 – vyhlásil císař Svaté říše římské Jindřich VI. Štaufský křížovou výpravu. Jindřich byl příbuzeneckým svazkem spojen s dynastií Angelů – jeho bratr Filip měl za manželku Alexiovu neteř Irenu – a sesazení Irenina otce, císaře Izáka II., přimělo Jindřicha, aby začal uvažovat o výpravě proti Byzanci. Diplomaticky však tehdy ve prospěch Byzance zasáhl papež Celestin III., který odmítal jakékoli křižácké tažení vedené kamkoli jinam, než do Svaté země. Vojsko Jindřicha VI. se sice nakonec do Svaté země roku 1197 vydalo, císař se však zdržel v Itálii a tam také v září 1197 zemřel. Byzantská říše byla prozatím od západní agrese uchráněna.
V roce 1198 vyzval Celestinův nástupce, papež Innocenc III., k nové křížové výpravě. Papež ovšem nehodlal svěřit vedení výpravy světským panovníkům, nýbrž požadoval, aby byli „vojáci Kristovi“ podřízeni jeho pozemskému náměstkovi, tedy papeži. Innocencova agitace zpočátku neměla vůbec žádný úspěch. Až roku 1199 se několik francouzských feudálů rozhodlo vydat se do Svaté země. Další šlechtici se přidávali během následujícího roku (1200).
Tragédií pro pozdější vývoj bylo, že se ti, jenž se rozhodli táhnout do Svaté země, rozhodli o plavbě přes Středozemní moře vyjednávat s Benátčany. Republika sv. Marka totiž rozhodně neměla s byzantskou říší dobré vztahy. K určitému narovnání vztahů sice došlo za vlády Izáka II., Alexios ovšem při nástupu na trůn nepovolil Benátčanům jejich privilegia. Právě stařičký a vypočítavý benátský dóže Enrico Dandolo se stal rozhodující osobou ve vyjednávání. Benátčané slíbili křižákům pomoc, ovšem za podmínek, že jim křižáci velmi dobře zaplatí a že získají polovinu kořisti, jež vojsko nabyde v Egyptě, kam měla celá výprava podle původního plánu Benátek směřovat.
Do vývoje výpravy však zasáhl další element. Když Alexios III. nastoupil na trůn, uvrhl do vězení kromě bratra Izáka také jeho syna Alexia. Právě mladému Alexiovi se podařilo patrně na konci roku 1201 uprchnout. Princ uprchnul ke svému švagrovi Filipovi, bratru Jindřicha VI. a králi Svaté říše římské. Filip svého švagra vřele přijal a uvedl ho k Bonifácovi Montferratskému, muži, který byl zvolen vůdcem celého křižáckého tažení. Ačkoli byl Bonifác vůdce výpravy, nebyl s vojáky od začátku tažení. S vojskem se setkal až v prosinci 1202; asi v téže době se k vojsku dostali poslové krále Filipa a vznesli požadavek na zastávku v Konstantinopoli a sesazení uzurpátora Alexia III.
Po delším rokování bylo – opět na nátlak vychytralého dóžete – rozhodnuto, že se vojska přesunou před Konstantinopol a 24. června 1203 se vojsko vylodilo v Chalkedonu a v Chrysopoli (Scutari) na asijském břehu Propontidy naproti Konstantinopoli. Císaře Alexia sice příjezd křižáků nepřekvapil, sám však neučinil nic, čím by připravil Konstantinopol k obraně. Důvodů mohl mít několik: mohl spoléhat na dosavadní nedobytnost Konstantinopole nebo křižáckou armádu podceňovat. Každopádně ale vyslal ke křižákům posly s otázkou, proč se objevili před Konstantinopolí a proč netáhnou do Svaté země. Zároveň poslové dodali, že pokud jsou křižáci v potížích, poskytne jim Alexiovo císařství pomoc, ale pokud nejsou jejich záměry přátelské a úmysly čisté, Alexiovo vojsko je zničí. Křižácká reakce na sebe nenechala dlouho čekat – veřejně označili Alexia za uzurpátora a vyžadovali, aby se Alexios poděkoval ve prospěch sesazeného Izáka a jeho syna. Zároveň slíbili, že se u nových panovníků přimluví, aby bylo s Alexiem zacházeno s úctou. Toto bylo v podstatě vyjádření nepřátelství vůči Alexiově osobě, a tím pádem také vůči byzantské říši.
Křižáci se nejprve snažili u konstantinopolského lidu vyvolat soucit s princem Alexiem. Když ale demonstrativní vyjížďky na lodích před Konstantinopol nezabraly, přešli křižáci k vojenské operaci. Dne 6. července dosáhla křižácká armáda prvního úspěchu – podařilo se jí obsadit Galatskou pevnost, jež ležela na protějším břehu zálivu zvaného Zlatý roh...
| „                           | [Křižáci] postavili na noc bdělé stráže a nazítří [6. července] o deváté hodině posádka Galatské věže učinila výpad a z Cařihradu [Konstantinopole] jí v člunech připluli na pomoc: (...) [křižáci] se chápou zbraní. (...) Ve vojsku se strhl pokřik: (...) [křižáci] se sbíhají ze všech stran a velmi zle je [pomocníky] zbili, takže se jich značný počet na útěku neobrátilo zpět ke [Galatské] věži, ale spěchalo zpět k lodicím, na nichž připluli. (...) [U věže] se znovu strhl mocný zápas: (...) [křižáci] se věže zmocnili násilím a její posádku zajali. Mrtvých a zajatců tam bylo dosti. Tak byla tehdy Galatská pevnost opanována a (...) [konstantinopolský] přístav získán silou. Byla to pro mužstvo (...) [křižáků] veliká posila, velmi za to děkovali Bohu a obránci města upadli v sklíčenost... | “ |
| — Geoffroi de Villehardouin | |   |

Válečné manévry trvaly bezmála další dva týdny; až 17. července se křižáci připravovali k velkému úderu. Skoro měsíc uplynul od příjezdu křižáků před Konstantinopol, a až teď se císař Alexios rozhodl obléci na sebe zbroj a postavit se Latinům. Vedlo ho k tomu veřejné mínění v hlavním městě...
| „                   | ... [Lid] volal slova plná nenávisti proti němu [Alexiovi] a vláčel jeho jméno bahnem, poněvadž svou nedbalostí a nečinností dodal nepříteli odvahy, poněvadž macešsky nakládal se svým městem [Konstantinopolí] a nedal mu žádnou ochranu, nýbrž naopak dovolil nepříteli vstup na hradby. (...) Císař tedy opustil palác a shromáždil kolem sebe množství jízdy a svolal také velký dav pěších ozbrojenců, výkvět města, takže nepřátelskému vojsku [křižákům] běžel mráz po zádech, když náhle uvidělo tyto obrovské bitevní šiky. Císař by byl zajisté dosáhl něčeho užitečného, kdyby se byl vrhl na nepřítele, nebo kdyby byl alespoň podstoupil velení svému zeti [Theodoru] Laskarisovi, který se chvěl nedočkavostí, aby se mohl vrhnout na Latiny [Zápaďany]. Dlouho skrývaná myšlenka na útěk, stejně jako ustrašenost lidí v jeho okolí, daly nakonec Alexiovi zapomenout na to, co bylo jeho povinností. Zaujal pouze bojové postavení (...), ale pak se hanebně a ostudně stáhl. Tím učinil nepřátele ještě smělejšími a sebevědomějšími... | “ |
| — Niketas Choniates | |   |

Ještě téhož dne (17. července) se Alexios po poradě s některými aristokraty rozhodl opustit sídelní město. Vzal s sebou pouze některé vzácné předměty z poloprázdné císařské pokladnice a jednu ze svých dcer, Irenu, a uprchl z města; azyl našel v thrácké Mosynopoli. Útěk Alexia zbavil císařského purpuru, jenž nyní oblékl jeho vězněný bratr Izák, který byl vyveden z vězeňské kobky přímo do císařského Blachernského paláce. Izák později, na nátlak křižáků, přijal svého syna Alexia (IV.) za spoluvládce.

## Závěr života
Ani po útěku však Alexios nenašel klid. Na podzim 1203 se na výpravu proti němu do Thrákie vydal jeho synovec, císař Alexios IV. V dubnu 1204, kdy už bylo jasné, že Konstantinopol padne (jak se také 13. dubna 1204 stalo) k Alexioi uprchla z hlavního města jeho dcera Eudokia se svým druhým manželem, císařem Alexiem Dukou Murtzuflem. Alexios Angelos svého zetě zajal, oslepil a vydal „Latinům“, kteří ho popravili. Sám císař Alexios se po delších dobrodružstvích dostal do Nikaie, hlavního města Nikajského císařství, kde vládl jeho zeť Theodoros I. Laskaris. V Nikaii Alexios vstoupil do kláštera, kde někdy po roce 1211 zemřel.

## Hodnocení
| „                   | Alexios byl nejubožejší ze všech lidí. Roztomilost jeho dětí neobměkčíla jeho srdce. Láska jeho manželky na něho neudělala žádný dojem. Osud takovéh města se ho nedotýkal, Upjal se ve své zbabělosti na svůj bědný život a nemyslil vůbec na nic jiného než na svoji vlastní záchranu. (...) Při správě říše se projevil v každém ohledu jako neobratný, nemám-li říci: nezodpovědně lhostejný. Jinak ale nebyl odporný. Byl milý, vysoké postavy a vzpřímeného držení, odlišoval se od všech panovníků přátelským vystupováním, byl to příjemný člověk, který nikdy nevyháněl lidi se zlostným obličejem či povýšeně pozvednutým obočím. (...) Každý, kdo chtěl, mohl k němu přijít a přednést svoji prosbu, někdy bylo dokonce možno otevřeně odporovat. Ale obklopil se lháři a lichotníky. Trápil se vědomím, že prohřešil proti svému bratrovi, bál se proto osudu a žil ve stálém strachu před spravedlností, která pozoruje všechny lidské činy. To hlodalo v jeho srdci, proto se projevoval zarmouceně a osaměle, zraněně, nešťastně a smutně. (...) Nebyl zahradník, jenž zaráží kůly, aby pěstoval slepé oči, nebyl vinař, jenž ostříhává jako výhonky lidské údy. Nebyl řezník lidského masa; dokud nosil temný [císařský] purpur, nemusila žádná žena na sebe vzít temný vdovský šat. | “ |
| — Niketas Choniates | |   |